# Hexatoma pennata
Hexatoma pennata är en tvåvingeart som beskrevs av Alexander 1962. Hexatoma pennata ingår i släktet Hexatoma och familjen småharkrankar. Inga underarter finns listade i Catalogue of Life.